# Давіндер Сінгх (хокеїст на траві)
Давіндер Сінгх (7 грудня 1952) — індійський хокеїст на траві.
Олімпійський чемпіон 1980 року.